# José Carreras
Pour les articles homonymes, voir Carreras.
José Carreras (en catalan : Josep Carreras i Coll) est un artiste lyrique espagnol, né le 5 décembre 1946 à Barcelone. Réputé pour ses interprétations d'œuvres de Donizetti, Verdi et Puccini, il a notamment participé aux concerts des Trois Ténors, aux côtés de Plácido Domingo et de Luciano Pavarotti.
Atteint depuis les années 1980 d'une leucémie qui le contraint à suspendre sa carrière, il a créé une fondation consacrée à la recherche sur cette maladie.

## Biographie

### Enfance
Dès son plus jeune âge, José Carreras montre un grand intérêt et un talent certain pour la musique. Il est notamment fasciné, à l'âge de 6 ans, par l'interprétation de Mario Lanza dans le rôle-titre du film Le Grand Caruso, consacré à la vie du ténor italien Enrico Caruso.
Sa première prestation publique a lieu alors qu’il n’a que huit ans : il chante « La donna è mobile », air célèbre de Rigoletto, à la radio nationale espagnole. À onze ans, il se produit au Grand théâtre du Liceu à Barcelone comme soprano masculin dans le rôle du narrateur d’El retablo de Maese Pedro de Manuel de Falla, puis un petit rôle dans La Bohème de Puccini.

### Formation et début de carrière
Carreras étudie au Conservatoire de musique du Liceu de Barcelone. Son premier rôle au Liceu en tant que ténor est celui de Flavio dans Norma, aux côtés de la soprano Montserrat Caballé, qui interprète le rôle-titre. Ayant remarqué le talent du jeune ténor, elle œuvre pour lui faire obtenir un rôle de premier plan dans Lucrezia Borgia, de Donizetti.
Carreras chante de nouveau avec Montserrat Caballé en 1971, lors de ses débuts londoniens, dans Maria Stuarda de Donizetti, puis dans une quinzaine d’autres productions au cours des années suivantes.
En 1972, il fait ses débuts sur une scène américaine, dans le rôle de Pinkerton de Madame Butterfly. En 1974,  il se produit pour la première fois à Vienne, dans le rôle du duc de Mantoue de Rigoletto.
À l’âge de 28 ans, José Carreras a déjà interprété 24 rôles différents de « ténor vedette » du répertoire lyrique.

### Maladie et suites
Au début des années 1980, le chanteur est au sommet de sa gloire. Il participe notamment au ré-enregistrement de West Side Story sous la direction du compositeur Leonard Bernstein, aux côtés de Kiri Te Kanawa et Tatiana Troyanos en 1984 et reçoit l'année suivante la Médaille d'or du mérite des beaux-arts du ministère de l'Éducation, de la Culture et des Sports espagnol.
En 1987, des médecins diagnostiquent une leucémie aiguë, lui laissant une chance sur dix de survie. Cette maladie interrompt sa carrière de chanteur pendant une bonne année. Dès l’année suivante, José Carreras crée la José Carreras International Leukaemia Foundation, organisation caritative de soutien à la recherche sur la leucémie, à laquelle il se consacre toujours, tout en donnant une soixantaine de concerts environ chaque année malgré une légère transformation de sa voix.
En 1990, des centaines de millions de téléspectateurs du monde entier suivent le  concert des trois Ténors lors de l’ouverture de la Coupe du monde de football à Rome imaginé par son manager en Italie Mario Dradi. Destiné à recueillir des fonds pour la fondation Carreras, ce concert est aussi l’occasion de retrouvailles solennelles entre lui et ses deux confrères Luciano Pavarotti et Plácido Domingo.
En 2008, il fête le cinquantième anniversaire de ses débuts au Liceu par un récital avec piano dans le théâtre catalan, qui, à cette occasion, lui  consacre une exposition.
En 2009, il déclare qu'il ne chantera plus d'opéras parce que c'est trop fatigant, mais qu'il donnera éventuellement quelques récitals. En 2010, il revient sur ces propos en disant que si un projet intéressant se présentait, il remonterait volontiers sur scène.
Son rythme de concerts ne faiblit pas. Le 10 octobre 2010, il a donné un récital à la Scala de Milan. En 2011, il se produit notamment à Shanghai, à Gênes, à Tel Aviv, à Carcassonne, à Londres et à Vienne.

## Distinctions
- Croix de commandeur de l'ordre du Mérite
- Commandeur de l'ordre des Arts et des Lettres
- Chevalier de la Légion d'honneur

## Carrière
- 1970 : Flavio dans Norma de Vincenzo Bellini, Barcelone
- 1970 : Gennaro dans Lucrezia Borgia de Gaetano Donizetti, Barcelone
- 1970 : Ismaele dans Nabucco de Giuseppe Verdi, Barcelone
- 1971 : Siebel dans Faust de Charles Gounod, Barcelone
- 1971 : Roberto di Leicester dans Maria Stuarda de Gaetano Donizetti, Londres
- 1971 : Maruxa d'Amadeo Vives, Madrid
- 1971 : Edgardo di Ravenswood dans Lucia di Lammermoor de Gaetano Donizetti , Minorque
- 1971 : Oronte dans I Lombardi alla prima crociata de Giuseppe Verdi, Paris
- 1971 : Alfredo Germont dans La Traviata de Giuseppe Verdi, Prague
- 1971 : le duc de Mantoue dans Rigoletto de Giuseppe Verdi, Tenerife
- 1972 : Maurizio dans Adriana Lecouvreur de Francesco Cilèa, Barcelone
- 1972 : dans El Giravolt de Eduard Toldrà, Barcelone
- 1972 : Rodolfo dans Luisa Miller de Giuseppe Verdi, Barcelone
- 1972 : Faust dans Mefistofele de Arrigo Boito, Londres
- 1972 : Gerardo dans Caterina Cornaro de Gaetano Donizetti, Londres
- 1972 : Oronte dans I Lombardi de Giuseppe Verdi, New York
- 1972 : Pinkerton dans Madama Butterfly de Giacomo Puccini, New York
- 1972 : Giocondo dans La pietra del paragone de Gioachino Rossini, New York (Alice Tully Hall)
- 1972 : Rodolfo dans La Bohème de Giacomo Puccini, Parme
- 1972 : Riccardo dans Un bal masqué de Giuseppe Verdi, Parme
- 1972 : Don Carlos dans Don Carlos de Giuseppe Verdi, Toulouse
- 1973 : Nemorino dans L'Elisir d'amore de Gaetano Donizetti, Marseille
- 1973 : Mario Cavaradossi dans Tosca de Giacomo Puccini, New York (Metropolitan Opera)
- 1973 : Orombello dans Beatrice di Tenda de Vincenzo Bellini, Turin
- 1974 : Viscardo di Benvento dans Il giuramento de Saverio Mercadante, Berlin
- 1974 : Alfredo Germont dans La Traviata de Giuseppe Verdi, Londres (Royal Opera House)
- 1974 : Messa da requiem de Giuseppe Verdi, Turin
- 1975 : Riccardo dans Un ballo in maschera de Giuseppe Verdi, Milan
- 1975 : Gaston dans Jérusalem de Giuseppe Verdi, Turin
- 1977 : Roberto Devereux dans Roberto Devereux de Gaetano Donizetti, Aix-en-Provence
- 1977 : Calaf Turandot de Giacomo Puccini, Strasbourg
- 1977 : Don Carlo dans Don Carlos de Giuseppe Verdi, Milan
- 1978 : Ein Sänger dans Le Chevalier à la rose de Richard Strauss, Hambourg
- 1978 : Don Alvaro dans La Force du destin de Giuseppe Verdi, Milan
- 1978 : Werther dans Werther de Jules Massenet, San Francisco
- 1979 : André Chénier dans Andrea Chénier d'Umberto Giordano, Barcelone
- 1979 : Enzo Grimaldo dans La Gioconda d'Amilcare Ponchielli, Genève
- 1979 : Radamès dans Aïda de Giuseppe Verdi, Salzbourg
- 1981 : Éléazar dans La Juive de Jacques Halévy, Vienne
- 1982 : Don José dans Carmen de Georges Bizet, Madrid
- 1983 : Roméo dans Roméo et Juliette de Charles Gounod, Barcelone
- 1983 : Jean dans Hérodiade de Jules Massenet, Barcelone
- 1983 : Manrico dans Il Trovatore de Giuseppe Verdi, Londres
- 1983 : Calaf dans Turandot de Giacomo Puccini, Vienne
- 1984 : Gabriele Adorno dans Simon Boccanegra de Giuseppe Verdi, Vienne
- 1986 : Canio dans Pagliacci de Ruggiero Leoncavallo, Madrid
- 1986 : Poliuto dans Poliuto de Gaetano Donizetti, Vienne
- 1989 : Cristobal dans Cristobal Colon de Leonardo Balada, Barcelone
- 1989 : Giasone dans Medea de Luigi Cherubini, Merida
- 1990 : Samson dans Samson et Dalila de Camille Saint-Saëns, Peralada
- 1992 : Loris Ipanoff dans Fedora d'Umberto Giordano, Zurich
- 1993 : Stiffelio dans Stiffelio de Giuseppe Verdi, Londres
- 1998 : Sly dans Sly de Ermanno Wolf-Ferrari, Zurich

## Opéras filmés
- 1982 : Rodolfo dans La Bohème de Giacomo Puccini, réalisé par Kirk Browning avec la collaboration de Franco Zeffirelli (décors et direction de scène), tourné pour la télévision au Metropolitan Opera de New York ;
- 1983 : Calaf dans Turandot de Giacomo Puccini, réalisé par Rodney Greenberg pour la télévision autrichienne ;
- 1984 : Oronte dans I Lombardi alla prima crociata de Giuseppe Verdi, réalisé par Brian Large pour la télévision italienne ;
- 1984 : Tony dans West Side Story de Léonard Bernstein, réalisé par Christophr Swan pour la  Deutsche Grammophon ;
- 1985 : Andrea Chénier dans Andrea Chénier d’Umberto Giordano, réalisé par Brian Large pour la télévision italienne ;
- 1985 : Juan dans Hérodiade, opéra en français de Jules Massenet, réalisé pour la télévision espagnole ;
- 1986 : Don Carlo dans Don Carlo de Giuseppe Verdi, réalisé et dirigé par Herbert von Karajan, tourné pour les télévisions allemande et autrichienne à l’Opéra de Salzbourg ;
- 1987 : Don José dans Carmen de Georges Bizet, réalisé par Brian Large pour la télévision américaine, tourné au Metropolitan Opera de New York ;
- 1988 : Rodolfo (voix)[4] dans La Bohème de Giacomo Puccini, réalisé par Luigi Comencini pour le cinéma ;
- 1989 : Giasone dans Medea de Luigi Cherubini, réalisé par José Pavon pour la télévision espagnole ;
- 1993 : Stiffelio dans Stiffelio  de Giuseppe Verdi, réalisé par Brian Large pour la télévision britannique.

## Autres participations
- 1982 : Lélio de Berlioz, avec le John Alldis Choir & le London Symphony Orchestra, dir. Sir Colin Davis label Philips
- 1992 : le Te Deum de Berlioz, avec l'Orchestre philharmonique de Vienne dirigé par Claudio Abbado à l'Alte Opera de Francfort label DG